# Karunki kyrka
För kyrkan i svenska Karungi, se Karl Gustavs kyrka, Norrbotten.

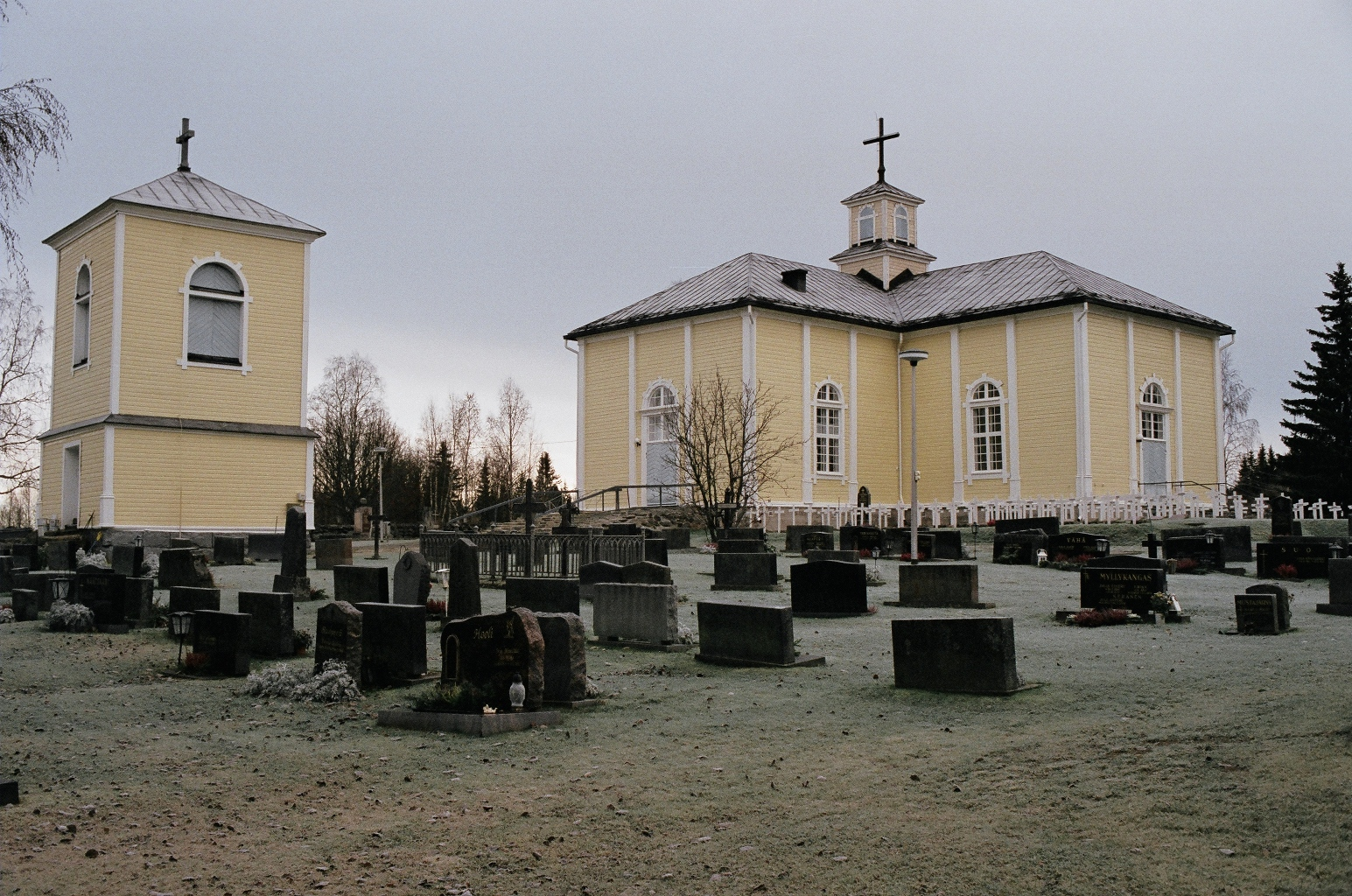
Karunki kyrka

Karunki kyrka är en kyrka i Torneå stad (kommun) i landskapet Lappland i Finland.
På 1700-talet byggdes en kyrka i Karungi på västra sidan älven, nuvarande Karl Gustavs kyrka. Före 1809 ansågs byarna på båda sidorna av älven vara samma by, men blev två byar eftersom riksgränsen drogs längs älven detta år. 1815-1817 byggdes en kyrka på den östra sidan av älven. Kyrkan ritades av Anton Wilhelm Arppe och altartavlan från 1829 målades av Johan Gustav Hedman.